# Достык (Акмолинская область)
Достык (каз. Достық, до 1995 г. — Мирное) — село в Жаркаинском районе Акмолинской области Казахстана. Входит в состав Валихановского сельского округа. Код КАТО — 115473200.

## География
Село расположено в 24 км на юго-западе от центра района города Державинск, в 1 км на юго-запад от центра сельского округа села Валиханово.

### Улицы[2]
- переулок Гостиничная,
- ул. Вокзальная,
- ул. Элеваторная.

### Ближайшие населённые пункты
- село Валиханово в 1 км на северо-востоке,
- село Зерноградское в 17 км на юго-востоке,
- село Пригородное в 20 км на северо-западе.

## Население
В 1989 году население села составляло 195 человек (из них русских 36%).
В 1999 году население села составляло 174 человека (87 мужчин и 87 женщин). По данным переписи 2009 года, в селе проживало 177 человек (82 мужчины и 95 женщин).
| Численность населения | Численность населения | Численность населения |
| 1989                  | 1999                  | 2009                  |
| --------------------- | --------------------- | --------------------- |
| 195                   | ↘174                  | ↗177                  |